# Hilmer Hassig
Hilmer Hassig (9. november 1960 i Aalborg – 16. november 2008 på Frederiksberg) var en dansk guitarist, musiker og producer. Han var en del af pladeselskabet Irmgardz 2.0. Tidligere havde han spillet med Love Shop, Kliché, Lars H.U.G., Naïve og Scatterbrain. Han voksede op på Vesterbro og i Brønshøj-Husum i København og døde i et trafikuheld på Falkonér Allé på Frederiksberg i en alder af 48 år.

## Karriere
Hassig debuterede  i 1981 med elektro/synthbandet Scatterbrain og albummet Keep Dancing (oprindeligt udsendt på Irmgardz, genudsendt på CD på Glorious Records i 2006). Scatterbrains andet og sidste album Mountains Go Rythmic udkom i 1984. Stilen lå i forlængelse af navne som Brian Eno, Roxy Music og Kraftwerk.
I 1982 medvirkede han på Klichés andet album Okay Okay Boys, hvor hans guitarspil i høj grad prægede udgivelsen[kilde mangler].
Han var i årene 1984-92 guitarist og medproducer på Lars H.U.G.'s fire første soloplader: City Slang (1984, også som med-sangskriver), Kysser Himlen Farvel (1987), Kopy (1989) og Blidt over dig (1992).
Han trådte i 1984 ind i det danske britisk-inspirerede guitarpop-band Naïve, som udsendte de tre albums Fish? (1985), Careless (1989 – indeholdt radiohittet "Marble Afternoon") og Absolution Music (1995).
Hilmer Hassig blev for alvor kendt, da han i 1986 var med til at danne den dansksprogede pop/rock-gruppe Love Shop, hvis syv albums fra 1990-2004 fik stor folkelig gennemslagskraft: 1990 (1990), DK (1992), Billeder af verden (1994), GO! (1997), Det løse liv (1999), Anti (2001), National (2003). Hans guitarspil og produktion, der blandt andet kan høres på hits som "En nat bliver det sommer", "Love Goes On Forever" og "Copenhagen Dreaming", var i høj grad[kilde mangler] med til at profilere gruppen.
Herudover har han arbejdet som producer for bl.a. TV-2 (med-producer på Nærmest lykkelig-albummet), Elisabeth (Sotto Voce, 1988 og Lær Mig Nattens Stjerne, 1996), Nanna, Martin Hall (A Touch Of Excellence, 1993), Tomas Ortved (trommeslager i Sort Sol, Sun Pistol, 2008) samt en række af andre danske kunstnere.
Har derudover samarbejdet med bands som Nephew (live, Roskilde Festival), Hej Matematik (nummeret "Kvinderne"), Lis Sørensen (albummet Sigøjnerblod), Martin Brygmann (bandet Naïve), Voss/Torp, Grabowski, Christina Groth, Carsten Valentin, Gekko, Mofus, Doris Silver (Ditte Steensballe), Claus Høxbroe & 1.th., Alive With Worms, Alter Ego, Glam Babes, Russia Heat med flere.

## Død
Natten til 15. november 2008 blev Hassig kørt ned på Falkonér Allé på Frederiksberg. Han ville krydse kørebanen, og hans udsyn var begrænset, da han valgte at gøre dette bag en parkeret varevogn. Han trådte direkte ud foran en personbil og blev dræbt på stedet. Da han ikke havde papirer på sig, tog det politiet et døgn at få konstateret, at det var Hilmer Hassig, der var den dræbte. Senere kom det frem, at Hassig et stykke tid havde dannet par med sangerinden Nanna Lüders, et forhold de begge havde gået stille med.